# Isla Mujeres Airport
Isla Mujeres Airport är en flygplats i Mexiko.   Den ligger i kommunen Isla Mujeres och delstaten Quintana Roo, i den östra delen av landet, 1 300 km öster om huvudstaden Mexico City. Isla Mujeres Airport ligger 3 meter över havet. Den ligger på ön Isla Mujeres.
Terrängen runt Isla Mujeres Airport är mycket platt.  Närmaste större samhälle är Cancún, 13,5 km sydväst om Isla Mujeres Airport. 